# Kabinett Conte II
Das Kabinett Conte II bildete vom 5. September 2019 bis 13. Februar 2021 die Regierung Italiens. Es wurde getragen von der populistischen Movimento 5 Stelle sowie den sozialdemokratischen Partito Democratico, Liberi e Uguali, Italia Viva und dem Movimento Associativo Italiani all’Estero und stand unter der Leitung von Giuseppe Conte, der bereits die Vorgängerregierung, allerdings mit anderen Koalitionspartnern, geführt hatte.
Am 13. Januar 2021 verließ Italia Viva die Koalition, was dazu führte, dass Ministerpräsident Giuseppe Conte am 26. Januar 2021 sein Amt niederlegte. Am 12. Februar 2021 präsentierte der designierte Ministerpräsident Mario Draghi sein Kabinett.

## Regierungsparteien und Unterstützer
Die Regierung wurde aus den folgenden Parteien gebildet.
| Partei | Partei                                                                                      | Parteivorsitzende/-r | Politische Ausrichtung                                                                                 | Europäische Partei/Fraktion |
| ------ | ------------------------------------------------------------------------------------------- | -------------------- | --- | --------------------------- |
|        | Movimento 5 Stelle (M5S) Fünf-Sterne-Bewegung                                               | Luigi Di Maio        | Populismus, Moderate EU-Skepsis, Antikorruption, E-Demokratie, Ökologie, Wachstumsrücknahme            | –/G/EFA und fraktionslos    |
|        | Partito Democratico (PD) Demokratische Partei                                               | Nicola Zingaretti    | Sozialdemokratie, Progressivismus, Linksliberalismus, Pro-Europäische Politik, Christliche Soziallehre | SPE/S&D                     |
|        | Liberi e Uguali (LeU) Die Freien und Gleichen                                               | Pietro Grasso        | Sozialdemokratie, Demokratischer Sozialismus, Ökologie                                                 | –/–                         |
|        | Italia Viva (IV) Lebendiges Italien Koalitionspartner bis 13. Januar 2021                   | Matteo Renzi         | Liberalismus, Sozialliberalismus, Pro-Europäische Politik                                              | –/RE                        |
|        | Movimento Associativo Italiani all’Estero (MAIE) Vereinte Bewegung der Italiener im Ausland | Ricardo Merlo        | Zentrismus, Interessenvertretung der Auslandsitaliener                                                 | –/–                         |

## Hintergrund

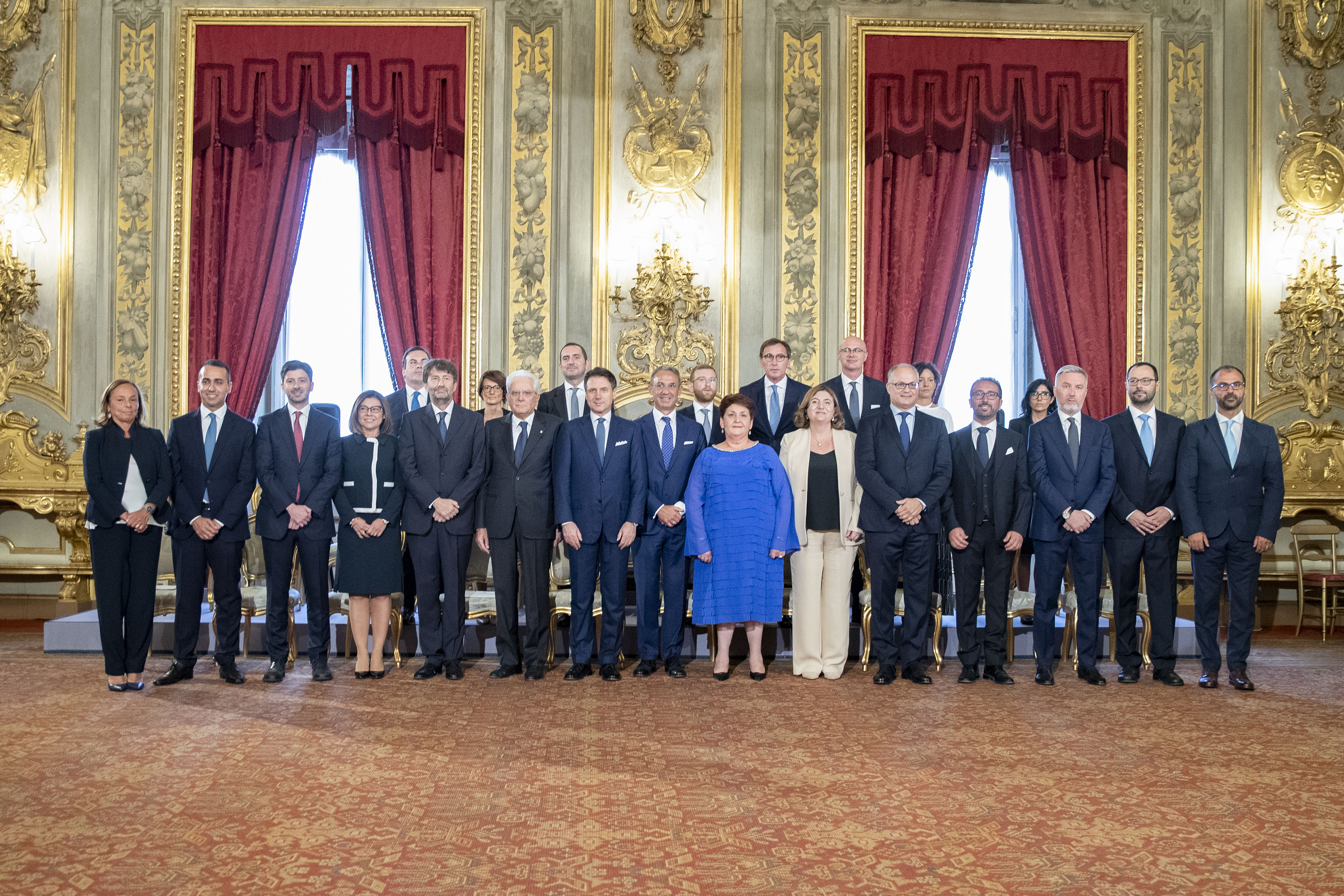
Kabinett Conte II mit Staatspräsident Mattarella am 5. September 2019 im Quirinalspalast

Ein ablehnendes Votum der Fünf-Sterne-Bewegung im Senat gegen das Eisenbahnprojekt Turin–Lyon am 7. August 2019 nahm der damalige Innenminister Salvini zum Anlass, den Bruch der vorherigen Regierungskoalition (Kabinett Conte I) zu erklären. Am 9. August 2019 reichte die Lega einen Misstrauensantrag ein. Conte selbst erklärte bei seiner Rede vor dem Senat am 20. August, dass er seinen Rücktritt eingereicht habe. Staatspräsident Mattarella nahm das Rücktrittsersuchen an, bat Conte aber gleichzeitig, die Amtsgeschäfte bis zur Bildung einer neuen Regierung zu führen.

## Regierungsbildung
Am 21. August beriet Mattarella sich mit den Parteien des italienischen Parlaments.
Am selben Tag begannen die Koalitionsverhandlungen zwischen der Führung der Demokratischen Partei (PD) und der Fünf-Sterne-Bewegung, die in einer zweiten Verhandlungsrunde am 27. und 28. August und schließlich in einer inhaltlichen Übereinkunft mit der unterdessen einbezogenen Liberi e Uguali mündeten. Anschließend wurde Conte am 29. von Staatspräsident Mattarella offiziell mit der Bildung einer neuen Regierung beauftragt.
In der darauf folgenden Woche gab Conte schließlich am 4. September den Abschluss der Regierungsbildung bekannt, nachdem zuvor in einer entscheidenden Mitgliederbefragung innerhalb der Fünf-Sterne-Bewegung, auf einem parteieigenen Onlineportal, 79,3 Prozent der knapp 80.000 abgegebenen Stimmen für eine Koalition mit der Demokratischen Partei votierten.
Am 5. September wurden die Regierungsmitglieder durch den Amtseid vereidigt. Am 9. September sprach die Abgeordnetenkammer der Regierung mit 343 Ja-Stimmen bei 263 Nein-Stimmen und 3 Enthaltungen das Vertrauen aus. Der Senat tat dies am darauffolgenden Tag mit 169 Ja-Stimmen bei 133 Nein-Stimmen und 5 Enthaltungen.
Mit der Vereidigung von 10 stellvertretenden Ministern und 32 Unterstaatssekretären am 16. September war die Bildung der Regierung abgeschlossen. Für die Fünf-Sterne-Bewegung wurden 6 stellvertretende Minister und 15 Unterstaatssekretäre, für die Demokratische Partei 4 stellvertretende Minister und 14 Unterstaatssekretäre, für Liberi e Uguali 2 Unterstaatssekretäre und für das Movimento Associativo Italiani all’Estero 1 Unterstaatssekretär vereidigt.

## Kabinett

### Präsident des Ministerrats
| Amt oder Ressort           | Bild | Name           | Partei | Partei    |
| -------------------------- | ---- | -------------- | ------ | --------- |
| Präsident des Ministerrats |      | Giuseppe Conte |        | parteilos |

### Sekretär des Ministerrats
| Amt oder Ressort          | Bild | Name              | Partei | Partei |
| ------------------------- | ---- | ----------------- | ------ | ------ |
| Sekretär des Ministerrats |      | Riccardo Fraccaro |        | M5S    |

### Minister
| Amt oder Ressort                                                                        | Bild | Name                                                 | Partei | Partei                            |
| --------------------------------------------------------------------------------------- | ---- | ---------------------------------------------------- | ------ | --------------------------------- |
| Auswärtiges und internationale Zusammenarbeit                                           |      | Luigi Di Maio                                        |        | M5S                               |
| Inneres                                                                                 |      | Luciana Lamorgese                                    |        | parteilos (auf Vorschlag des PD)  |
| Justiz                                                                                  |      | Alfonso Bonafede                                     |        | M5S                               |
| Verteidigung                                                                            |      | Lorenzo Guerini                                      |        | PD                                |
| Wirtschaft und Finanzen                                                                 |      | Roberto Gualtieri                                    |        | PD                                |
| Wirtschaftliche Entwicklung                                                             |      | Stefano Patuanelli                                   |        | M5S                               |
| Landwirtschaft, Ernährung und Forstwirtschaft                                           |      | Teresa Bellanova bis 13. Januar 2021                 |        | IV (bis 18. September 2019: PD)   |
| Landwirtschaft, Ernährung und Forstwirtschaft                                           |      | Giuseppe Conte (geschäftsführend) ab 14. Januar 2021 |        | parteilos                         |
| Umwelt, Landschafts- und Meeresschutz                                                   |      | Sergio Costa                                         |        | parteilos (auf Vorschlag des M5S) |
| Infrastruktur und Verkehr                                                               |      | Paola De Micheli                                     |        | PD                                |
| Arbeit und Sozialpolitik                                                                |      | Nunzia Catalfo                                       |        | M5S                               |
| Unterricht bis 10. Januar 2020 Unterricht, Universitäten und Forschung                  |      | Lorenzo Fioramonti bis 30. Dezember 2019             | M5S    |                                   |
| Unterricht bis 10. Januar 2020 Unterricht, Universitäten und Forschung                  |      | Lucia Azzolina ab 10. Januar 2020                    |        | M5S                               |
| Universitäten und Forschung bis 10. Januar 2020 Unterricht, Universitäten und Forschung |      | Lorenzo Fioramonti bis 30. Dezember 2019             | M5S    |                                   |
| Universitäten und Forschung bis 10. Januar 2020 Unterricht, Universitäten und Forschung |      | Gaetano Manfredi ab 10. Januar 2020                  |        | parteilos                         |
| Kulturgüter, kulturelle Aktivitäten und Tourismus                                       |      | Dario Franceschini                                   |        | PD                                |
| Gesundheit                                                                              |      | Roberto Speranza                                     |        | LeU                               |

### Staatsminister
| Amt oder Ressort                              | Bild | Name                                                | Partei | Partei                          |
| --------------------------------------------- | ---- | --------------------------------------------------- | ------ | ------------------------------- |
| Beziehungen zum Parlament                     |      | Federico D’Incà                                     |        | M5S                             |
| Technologische Innovation und Digitalisierung |      | Paola Pisano                                        |        | M5S                             |
| Öffentliche Verwaltung                        |      | Fabiana Dadone                                      |        | M5S                             |
| Regionale Angelegenheiten und Autonomie       |      | Francesco Boccia                                    |        | PD                              |
| Süditalien und territorialer Zusammenhalt     |      | Giuseppe Provenzano                                 |        | PD                              |
| Jugend und Sport                              |      | Vincenzo Spadafora                                  |        | M5S                             |
| Chancengleichheit und Familie                 |      | Elena Bonetti bis 13. Januar 2021, danach unbesetzt |        | IV (bis 18. September 2019: PD) |
| Europäische Angelegenheiten                   |      | Vincenzo Amendola                                   |        | PD                              |

## Veränderungen
Nach dem Austritt von Matteo Renzi aus der Demokratischen Partei und der Ankündigung, eine neue Partei mit dem Namen Italia Viva zu gründen, schlossen sich am 18. September 2019 41 Parlamentarier, 26 Abgeordnete und 15 Senatoren, der Großteil aus der Demokratischen Partei kommend, Italia Viva an. Mit der Landwirtschaftsministerin Teresa Bellanova, der Familienministerin Elena Bonetti sowie dem Unterstaatssekretär im Außenministerium Ivan Scalfarotto traten auch drei Regierungsmitglieder aus dem Kabinett Conte II von der Demokratischen Partei zu Italia Viva über. Renzi kündigte an, die Regierung auch weiterhin unterstützen zu wollen.
Am 25. Dezember 2019 reichte Bildungsminister Fioramonti seinen Rücktritt ein, nachdem bei der Verabschiedung des Haushalts für 2020 nicht die von ihm geforderten Mehrausgaben von 3 Milliarden Euro für Bildungsaufgaben bereitgestellt worden waren. Infolge des Rücktritts beschloss die Regierung, das Ministerium für Unterricht, Universitäten und Forschung in die zwei Ministerien Unterricht sowie Universitäten und Forschung aufzuteilen. Als neue Bildungsministerin ernannte Regierungschef Conte die unter Fioramonti als Unterstaatssekretärin tätige Lucia Azzolina von der Fünf-Sterne-Bewegung. Zum neuen Minister für Universitäten und Forschung wurde der parteilose Rektor der Universität Neapel Federico II Gaetano Manfredi ernannt. Am 30. Dezember verabschiedete Staatspräsident Mattarella Fioramonti und betraute Ministerpräsident Giuseppe Conte bis zur Vereidigung der neuen Minister ad interim mit dem Amt.

## Regierungskrise und Rücktritt Contes
Am 13. Januar 2021 kündigte Matteo Renzi den Rücktritt der von seiner Partei gestellten Landwirtschaftsministerin Teresa Bellanova, der Familienministerin Elena Bonetti sowie des Unterstaatssekretärs im Außenministerium Ivan Scalfarotto an. Vorausgegangen waren wochenlange Diskussionen insbesondere um den Führungsstil Contes.
Am 18. Januar 2021 sprach die Abgeordnetenkammer, in der die Regierungskoalition auch ohne die Stimmen von Italia Viva die Mehrheit besaß, der Regierung Conte das Vertrauen aus. Am 19. Januar sprach auch der Senat mit 156 Stimmen, die absolute Mehrheit lag bei 161 Stimmen, der Regierung das Vertrauen aus. Wie am Tag zuvor in der Abgeordnetenkammer, enthielten sich die Parlamentarier der von Renzi gegründeten Partei auch im Senat der Stimme. Damit verschob sich die einfache Mehrheit zugunsten der Regierungskoalition. Unterstützung erhielt die Koalition durch die Stimmen einiger Überläufer der von Silvio Berlusconi geführten Forza Italia, einiger blockfreier Senatoren, wie von den Senatoren der Südtiroler Volkspartei sowie einiger parteiloser auf Lebenszeit ernannter Senatoren. Eine Regierungsumbildung wurde daher nicht notwendig.
Am 26. Januar 2021 gab Ministerpräsident Conte den Regierungsauftrag an Staatspräsident Mattarella zurück. Zuvor waren alle Versuche Contes gescheitert, die Regierungskoalition wieder auf breitere Füße zu stellen und im Senat die absolute Stimmenmehrheit von 161 Sitzen zu erreichen. Mattarella bat Conte, die Amtsgeschäfte bis zur Bildung einer Nachfolgeregierung weiterzuführen.
Am 29. Januar 2021 beauftragte Mattarella den Präsidenten der Abgeordnetenkammer Roberto Fico Sondierungsgespräche mit den Parteien zu führen, die das Kabinett Conte II gestützt hatten. Nach viertägigen Gesprächen gab Fico am 2. Februar das Scheitern der Gespräche bekannt. Durch wiederholt neue Forderungen durch Matteo Renzi war es nach Pressemitteilungen zu keiner Einigung für eine Fortsetzung der Koalition gekommen. Daraufhin gab Staatspräsident Mattarella am gleichen Abend bekannt, angesichts der schwierigen Lage in der das Land wegen der COVID-19-Pandemie stecke, eine parteiübergreifende Regierung anzustreben und lud Mario Draghi zu Sondierungsgesprächen für einen Regierungsauftrag ein.
Am 3. Februar nahm Draghi von Staatspräsident Mattarella den Auftrag zur Bildung einer Regierung unter Vorbehalt an. Während Italia Viva unmittelbar Draghi bei der Regierungsbildung die Unterstützung zusagte, sprachen sich Beppe Grillo und Teile der Fünf-Sterne-Bewegung gegen Draghi als Regierungschef aus. Die anderen Parteien hielten sich zunächst mit Aussagen zurück.